# Wichita Motor Company
Wichita Motor Company war ein US-amerikanischer Hersteller von Automobilen. Das Unternehmen wird leicht mit der Wichita Falls Motor Company verwechselt.

## Unternehmensgeschichte
Das Unternehmen wurde 1914 in Wichita (laut manchen Quellen Wichita Falls) in Kansas gegründet. Beteiligt waren Walter H. Ilg, Theodore H. Lane und Enio Salminen. Sie begannen im gleichen Jahr mit der Produktion von Automobilen. Der Markenname lautete Wichita, evtl. Wichita Falls. Noch 1914 endete die Produktion. Insgesamt entstanden nur wenige Fahrzeuge.

## Fahrzeuge
Das einzige Modell wurde als Cyclecar bezeichnet. Allerdings erfüllte es die Kriterien nicht. Der V2-Motor kam von der Spacke Machine & Tool Company. Er hatte 88,9 mm Bohrung, 93,218 mm Hub und 1157 cm³ Hubraum. Das Hubraumlimit für Cyclecars lag aber bei 1100 cm³ Hubraum. Die Motorleistung von 9 PS wurde über ein Planetengetriebe und eine lange Kette zur Hinterachse übertragen. Das Fahrgestell hatte 267 cm Radstand und 91 cm Spurweite. Das offene Fahrzeug bot Platz für zwei Personen hintereinander.